# Eudocima nigricilia
Eudocima nigricilia là một loài bướm đêm trong họ Erebidae.